# Христо Лапайков
Христо Илиев Лапайков е български революционер, охридски селски войвода, терорист на Вътрешната македоно-одринска революционна организация.

## Биография
Лапайков е роден в 1873 година във Велгощи, Охридско, в Османската империя, днес Северна Македония. Получава основно образование, а от 1901 година е нелегален деец на ВМОРО. Изпълнява терористични поръчки на организацията. През 1902 година убива шпионина Лазар Речков от Велгощи. Лапайков е четник при Никола Русински, поп Христо Търпев, участва в сражението от 13 януари 1903 година, в което войводата е убит и след това е четник при Никола Митрев. През Илинденско-Преображенското въстание е във велгошката чета и става неин войвода след раняването на войводата Антон Шибаков на 7 август.
След въстанието Христо Лапайков е заловен. В османските документи пише българин, православен, обвинен в „разбунтуване, включайки се в българския бунтовнически комитет“. Осъден е от Извънредния съд на 4 години каторга и лежи в Битолския затвор. Амнистиран е с общата амнистия от 12 април 1904 година.
От първия си брак има син, който се занимава с дърводелство в Охрид и дъщеря от брака си със Султанка П. Шапкарева. Доживява освобождението на Вардарска Македония през 1941 година.